# Rhynchospora pirrensis
Rhynchospora pirrensis är en halvgräsart som beskrevs av William Wayt Thomas. Rhynchospora pirrensis ingår i släktet småag, och familjen halvgräs. Inga underarter finns listade i Catalogue of Life.